# Sprout (serie de televisión)
Sprout es una serie de televisión japonesa, emitida en el año 2012 por la cadena NTV. Está basada en el manga del mismo nombre por Atsuko Nanba, y fue protagonizada por Yuri Chinen y Aoi Morikawa.

## Sinopsis
Un día, el padre de Ikenouchi Miku comienza una casa de huéspedes y su compañero de secundaria, Narahashi Sohei se muda a vivir bajo el mismo techo. Miku se opuso inicialmente a ello, pero poco a poco se enamora de Sohei quien no tiene una sola preocupación en el mundo. Sin embargo, él ya tiene una novia, y el mejor amigo de Sohei le gusta a Miku. Cuando Miku finalmente acepta al amigo de Sohei este se da cuenta de que le gusta Miku...

## Reparto
- Yuri Chinen es Narahashi Sohei.
- Aoi Morikawa es Ikenouchi Miku.
- Fujiko Kojima es Ozawa Miyuki.
- Jesse Lewis es Katagiri Hayato.

Casa de huésped Ikenouchi
- Ryosuke Hashimoto es Takigawa Naoharu.
- Mayuko Kawakita es Taniyama Kiyoka.

Compañeros de Miku
- Kentaro Yasui es Kimishima Arata.
- Juri Tanaka es Umino Ken.
- Ami Maeshima es Uehara Ami.
- Shuuka Fuji es Hasumi Fumiko.

Otros
- Yuta Jinguuji es Katagiri Ko.
- Yuu Kikkawa es Hayase Yo.
- Shintaro Yamada es Okunuki Seiji.
- Keisuke Horibe es Ikenouchi Tsuyoshi (Dueño de la Pensión, Padre de Miku).
- Ritsuko Tanaka es Ikenouchi Hiroko (Madre de Miku).

- Datos: Q3967288